# Филип Ернст фон Шаумбург-Липе
Фридрих Август Филип Ернст Волрад фон Шаумбург-Липе (на немски: Friedrich August Philipp Ernst Wolrad Fürst zu Schaumburg-Lippe; * 26 юли 1928, Хагенбург; † 28 август 2003, дворец Бюкебург) е княз и шеф на фамилията Шаумбург-Липе (1962 – 2003) и немски предприемач.

## Биография
Той е вторият син на княз Волрад фон Шаумбург-Липе (1887 – 1962) и братовчедката му принцеса Батхилдис фон Шаумбург-Липе (1903 – 1983), внучка на принц Вилхелм фон Шаумбург-Липе (1834 – 1906), дъщеря на Албрехт фон Шаумбург-Липе (1869 – 1942) и първата му съпруга херцогиня Елза фон Вюртемберг (1876 – 1936), дъщеря на херцог Вилхелм Евгений фон Вюртемберг (1846 – 1877) и велика княгиня Вера Константиновна Романова от Русия (1854 – 1912), внучка на руския цар Николай I (1796 – 1855).
През 1945 г. Фридрих Август става наследствен принц след загиването в битка на най-големия му брат Албрехт Георг-Вилхелм (1926 – 1945). През 1962 г. той наследява баща си и става шеф на фамилията Шаумбург-Липе.

## Фамилия
Фридрих Ернст фон Шаумбург-Липе се жени на 3 октомври 1955 г. в Бюкебург за фрайин Ева-Бенита Виктория Мария фон Тиле-Винклер (* 18 ноември 1927, Фолратсруе; † 8 май 2013), дъщеря на граф Адам Рабан Лотар Франц Хуберт Ханс Вернер фон Тиле-Винклер (1895 – 1957) и графиня Елизабет Хелена Маргарета фон Басевиц (1899 – 1980). Те имат двама сина:
- Адолф Фридрих Георг Вилхелм Волрад Ханс-Вернер (* 14 юли 1956, Фрайбург; † юли 1983, при катастрофа с мотор), наследствен принц
- Ернст Август Александер Кристиан Виктор Хуберт (* 25 декември 1958, Дюселдорф), княз, шеф на род Шаумбург-Липе от 2003, женен I. на 29 август 1993 г. в Бюкебург (развод 14 февруари 2002) за принцеса Мари-Луизе Улрика Олимпия фон Зайн-Витгенщайн-Берлебург (* 25 септември 1972, Щутгарт), II. на 28 юни 2007 г. в Бюкебург за Надя Анна Цзьокс (* 20 февруари 1975, Мюнхен), III. афера с Хенриета Елизабет Жооп (* 17 февруари 1968, Брауншвайг)